# Danh sách Seattle Sounders (USL) mọi thời đại
Đây là danh sách các cầu thủ đã tham gia vào ít nhất một trận đấu giải cho Seattle Sounders từ thời điểm USL bắt đầu lưu giữ các hồ sơ trong năm 2003, cho đến khi mùa giải cạnh tranh của đội bóng cuối cùng trong năm 2008. Những cầu thủ được vào danh sách, nhưng không tham gia trận đấu nào không được liệt kê; cầu thủ người xuất hiện cho đội tuyển trong các cuộc thi khác (US Open Cup, CONCACAF Champions League, vv) nhưng không bao giờ thực sự được USL ghi nhận xuất hiện ở dưới cùng của trang nơi thích hợp.
"†" chỉ các cầu thủ chỉ xuất hiện trong 1 trận.

"*" chỉ các cầu thủ được cho rằng đã tham gia trước năm 2003.

## A
- Seyi Abolaji
- Hugo Alcaraz-Cuellar
- Robbie Aristodemo

## B
- Mark Baena *
- Alex Bengard
- Jacob Besagno
- Nikolas Besagno
- Jonathan Bolaños
- Nate Boyden
- Chad Brown
- Preston Burpo

## C
- Sean-Micheal Callahan
- Jason Cascio
- Franklin Chacon-Orozco
- Brian Ching *

## D
- Ben Dragavon
- Jason Dunn *

## E
- Ryan Edwards
- Chris Eylander

## F
- Jason Farrell
- John Fishbaugher
- Kevin Forrest
- Chance Fry *
- Robert Fulton

## G
- Maykel Galindo
- Josh Gardner
- Herculez Gomez *
- Taylor Graham
- Andrew Gregor

## H
- Marcus Hahnemann *
- Peter Hattrup *
- Jordan Harvey
- Gary Heale *
- Sean Henderson
- David Hoggan *
- Greg Howes
- Dusty Hudock *

## J
- Danny Jackson
- Scott Jenkins

## K
- Youssouf Kanté
- Stephen Keel
- Dominic Kinnear *
- Kei Kinoshita
- C.J. Klaas
- Nathan Knox

## L
- Sébastien Le Toux
- Roger Levesque

## M
- David Mahoney
- Dick McCormick *
- Neil Megson *
- Noah Merl

## N
- Viet Nguyen
- Sanna Nyassi

## O
- Ciaran O'Brien
- Leighton O'Brien

## P
- Shawn Percell

## R
- Santa Maria Rivera
- Michael Rodríguez
- Ian Russell *

## S
- Jake Sagare
- Kevin Sakuda
- Darren Sawatzky
- Andre Schmid
- Zach Scott
- Billy Sleeth
- Kyle Smith
- Ben Somoza
- Gabe Sturm
- Jamal Sutton

## T
- Niall Thompson *
- Craig Tomlinson
- Kenji Treschuk

## V
- Marco Vélez

## W
- Craig Waibel *
- James Ward
- Mark Watson *
- Cam Weaver
- Wade Webber *
- Welton
- Adam West
- Brent Whitfield
- Brett Wiesner